# جوش وايت (ممثل)
جوش وايت (بالإنجليزية: Josh White)‏ هو موسيقي ومغن ومؤلف وعازف قيثارة وممثل أمريكي، ولد في 11 فبراير 1914 في الولايات المتحدة، وتوفي بنفس المكان في 5 سبتمبر 1969.

## وصلات خارجية
- جوش وايت على موقع IMDb (الإنجليزية)
- جوش وايت على موقع الموسوعة البريطانية (الإنجليزية)
- جوش وايت على موقع ميوزك برينز (الإنجليزية)
- جوش وايت على موقع قاعدة بيانات برودواي على الإنترنت (الإنجليزية)
- جوش وايت على موقع أول ميوزيك (الإنجليزية)
- جوش وايت على موقع ديسكوغز (الإنجليزية)
- جوش وايت على موقع قاعدة بيانات الفيلم (الإنجليزية)